# Invisibles (película de 2020)
Invisibles es una película española calificada como drama, dirigida por Gracia Querejeta y estrenada en 2020. Está protagonizada por Adriana Ozores, Nathalie Poza y Emma Suárez. 
El largometraje narra la historia de tres amigas de mediana edad que quedan todos los jueves en un parque para caminar y hablar de sus vidas. Conforme avanzan los días estas mujeres comparten sus frustraciones y se dan cuenta de que el paso de los años ha hecho que todas ellas se sientan desplazadas.
Gracia Querejeta, directora del film, intentó reflejar en esta producción algunas de las preocupaciones con las que lidian muchas mujeres cuando se acercan a la edad de 50 años. Para ello se ayudó de experiencias personales.

## Argumento
La película ofrece visiones distintas sobre tópicos vitales como son la pérdida de la juventud y el atractivo físico, el miedo al abandono o el desamor, pero todas ellas comparten una cosa en común, y es que son visiones femeninas. Los tres personajes principales son mujeres de mediana edad unidas por un vínculo de amistad que deciden quedar todos los jueves para pasear por el parque y hacer ejercicio juntas. Poco a poco esta cita se convierte en un compromiso imprescindible que emplean para hablar y poner en común aquellas cuestiones que les preocupan sobre sus vidas. Las tres compañeras de paseo tienen perfiles muy distintos y también este contraste entre personalidades se muestra en sus opiniones, que en ocasiones les llevan a enzarzarse en discusiones y peleas. Sin embargo, todas ellas descubren que se sienten desplazadas por el paso del tiempo, una sensación que afrontan y emplean para fortalecer su amistad y forjar una mejor percepción de ellas mismas.

## Producción
La película fue producida en su totalidad por empresas españolas, Orange Films contribuyó en un 99% y Nephilm Producciones aportó el 1% restante. Además, recibió una subvención pública por la cuantía de 217.600,00 € en concepto de "Ayudas a la Producción de largometrajes". El rodaje duró casi un mes, desde el 10 de marzo de 2019 al 31 de abril de 2019 y la localización elegida fue la ciudad española de Cáceres.
El guion fue obra de  Gracia Querejeta y Antonio Santos Mercero, la fotografía fue realizada por Juan Carlos Gómez y el responsable de la música fue Federico Jusid. El largometraje alcanza una duración total de 81 minutos.

## Reparto
- Emma Suárez en el papel de Elsa, la más optimista de las tres amigas.
- Nathalie Poza en el papel de Amelia, personaje que se enfrenta a la superación de una ruptura.
- Adriana Ozores en el papel de Julia, una mujer que ha perdido la ilusión.[1]

En esta producción era la primera vez que Nahalie Poza y Emma Suárez trabajaban a la dirección de Gracia Querejeta, sin embargo, Adriana Ozores ya había actuado para esta directora en otras dos ocasiones, en los rodajes de:  Cuando vuelvas a mi lado (1999) y Héctor (2004). Además, la película cuenta con los cameos de Pedro Casablanc y Blanca Portillo.

## Lanzamiento
Se estrenó en España el 6 de marzo de 2020. La película fue clasificada como no apta para menores de 7 años.

## Recepción
En el periódico El País, Elsa Fernández-Santos calificó la película de formidable, señalando que sus actrices son talentosas y "capaces de llenar de matices la conversación más anecdótica y banal". Beatriz Martínez, en El Periódico de Catalunya, también destacó el talento de "sus tres estupendas actrices", sin embargo, señaló que los diálogos le resultaban "un tanto impostados".
En Cinemanía, Miguel Ángel Romero destacó la mirada femenina y personal del largometraje y aseguró que Invisibles ha sacado "la Querejeta más reivindicativa hasta el momento". Alberto Luchini, en el diario El Mundo, indicó que la obra había sido rodada con un "inteligente minimalismo" y de las actrices protagonistas señaló que habían estado superlativas dando vida a los "brillantes diálogos". La película tuvo una recaudación de 232,517 € y 38,599 personas la vieron en cines.

## Premios
| Año  | Categoría                      | Resultado |
| ---- | ------------------------------ | --------- |
| 2020 | HBO Ibero-American Competition | Nominado  |
| 2020 | Knight Marimbas Award          | Nominado  |